# Dean James
Dean Ruben James (Leida, 30 aprile 2000) è un calciatore olandese naturalizzato indonesiano, difensore del Go Ahead Eagles.

## Carriera

### Club
Cresciuto nei settori giovanili di Ajax e Volendam, esordisce in prima squadra il 23 ottobre 2020, nella partita di campionato vinta per 7-1 contro il Dordrecht, in cui ha segnato l'ultima rete dell'incontro. Il 30 marzo 2022 rinnova fino al 2023, conquistando poi nel mese successivo la promozione in Eredivisie, che mancava al club da 13 anni.

### Nazionale
Nel mese di marzo del 2025 ottiene la cittadinanza indonesiana, in virtù delle origini dei nonni provenienti dalle isole Molucche Centrali. Ciò lo rende convocabile dalla nazionale di calcio dell'Indonesia. Questo è parte, tra l'altro, di una politica della Federazione Calcistica Indonesiana, sotto la presidenza di Erick Thohir, che mira a naturalizzare calciatori con origini indonesiane che giocano in Europa.

## Statistiche

### Presenze e reti nei club
Statistiche aggiornate al 6 novembre 2022.
| Stagione        | Squadra         | Campionato      | Campionato | Campionato | Coppe nazionali | Coppe nazionali | Coppe nazionali | Coppe continentali | Coppe continentali | Coppe continentali | Altre coppe | Altre coppe | Altre coppe | Totale | Totale |
| Stagione        | Squadra         | Comp            | Pres       | Reti       | Comp            | Pres            | Reti            | Comp               | Pres               | Reti               | Comp        | Pres        | Reti        | Pres   | Reti   |
| --------------- | --------------- | --------------- | ---------- | ---------- | --------------- | --------------- | --------------- | ------------------ | ------------------ | ------------------ | ----------- | ----------- | ----------- | ------ | ------ |
| 2020-2021       | Volendam        | ED              | 19         | 2          | CO              | 0               | 0               | -                  | -                  | -                  | -           | -           | -           | 19     | 2      |
| 2021-2022       | Volendam        | ED              | 26         | 0          | CO              | 1               | 0               | -                  | -                  | -                  | -           | -           | -           | 27     | 0      |
| 2022-2023       | Volendam        | E               | 4          | 0          | CO              | 1               | 0               | -                  | -                  | -                  | -           | -           | -           | 5      | 0      |
| Totale carriera | Totale carriera | Totale carriera | 49         | 2          |                 | 2               | 0               |                    | -                  | -                  |             | -           | -           | 51     | 2      |

## Palmarès

### Club

#### Competizioni nazionali
- Coppa dei Paesi Bassi: 1

Go Ahead Eagles: 2024-2025